# Warhammer: Arcane Magic
Warhammer: Arcane Magic est un jeu vidéo de cartes à collectionner développé et édité par Turbo Tape Games, sorti en 2015 sur Windows, Mac, Linux et iOS.

## Accueil
- Jeuxvideo.com : 9/20[1]
- Pocket Gamer : 8/10[2]
- TouchArcade : 4/5[3]